# Frédéric de Sécus

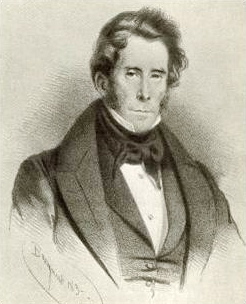
Frédéric de Sécus

Frédéric Marie Procope Hubert de Sécus (Bergen, 5 december 1787 - Bauffe, 24 september 1862) was een lid van het Belgisch Nationaal Congres en van de Belgische Kamer van volksvertegenwoordigers.

## Levensloop
Baron Frédéric de Sécus was de zoon van François de Sécus. Zelf trouwde hij in 1815 met Louise van der Linden d'Hooghvorst (1794-1869), jongere zus van Emmanuel en Joseph van der Linden d'Hooghvorst. 
Hij deed zijn studies aan de École de Droit in Brussel. Samen met zijn vader werd hij in 1816 opnieuw in de adelstand opgenomen, met de titel van baron.
Hij werd lid van de Provinciale Staten van Henegouwen. Een opvallende taak was daar voor hem niet weggelegd. Hij trad vooral op als tussenpersoon voor zijn vader in die zijn contacten met de Henegouwse notabelen.
In november 1830 werd hij zowel in het arrondissement Aat als in dat van Zinnik verkozen voor het Nationaal Congres. Hij koos voor Aat. In de openbare zittingen van het Congres nam hij geen enkele keer het woord. Ook hier was hij 'veroordeeld' om zich bescheiden in het kielzog van zijn vader op te stellen. Hij volgde zijn vader in de stemmingen: voor de onafhankelijkheidsverklaring, voor de eeuwige verbanning van de Nassaus, voor regent Surlet de Chokier, voor Leopold van Saksen-Coburg en voor de aanvaarding van het Verdrag der XVIII artikelen. Slechts één merkwaardige uitzondering kwam er bij de eerste stemmingen voor een staatshoofd. Daar waar de vader, om redenen die hij meedeelde, voor de hertog van Nemours stemde, gaf Frédéric zijn stem aan de outsider Karel van Oostenrijk. Dit soort stemmen kwam grotendeels van diegenen die met nostalgie aan het Oostenrijks bestuur terug dachten. Naast zijn vader ontmoette de Sécus op de banken van het Congres ook zijn schoonbroer Joseph van der Linden d'Hooghvorst, terwijl zijn andere schoonbroer Eugène van der Linden d'Hooghvorst, als (ex)lid van het Voorlopig Bewind en als algemeen inspecteur van de Burgerwachten nooit ver weg was. 
In 1831 werd Frédéric de Sécus door Aat tot volksvertegenwoordiger gekozen, mandaat dat hij vervulde van 1831 tot 1848 en van 1852 tot 1857. Net als zijn vader behoorde hij tot de katholieke groep. In de openbare zittingen kwam hij zelden tussen.
Na van 1830 tot 1834 gemeenteraadslid van Brussel te zijn geweest, volgde hij in 1836 zijn vader op als burgemeester van Bauffe en bleef dit tot aan zijn dood.
Het huwelijk bleef kinderloos, zodat bij zijn dood de naam uitstierf. Het aanzienlijk fortuin van De Sécus werd geërfd door de kinderen van zijn zus Elisabeth (1791-1873), die getrouwd was met Carloman de Hemricourt de Grunne (1769-1853). Graaf Eugène de Hemricourt de Grunne werd burgemeester van Bauffe.